# Pistil

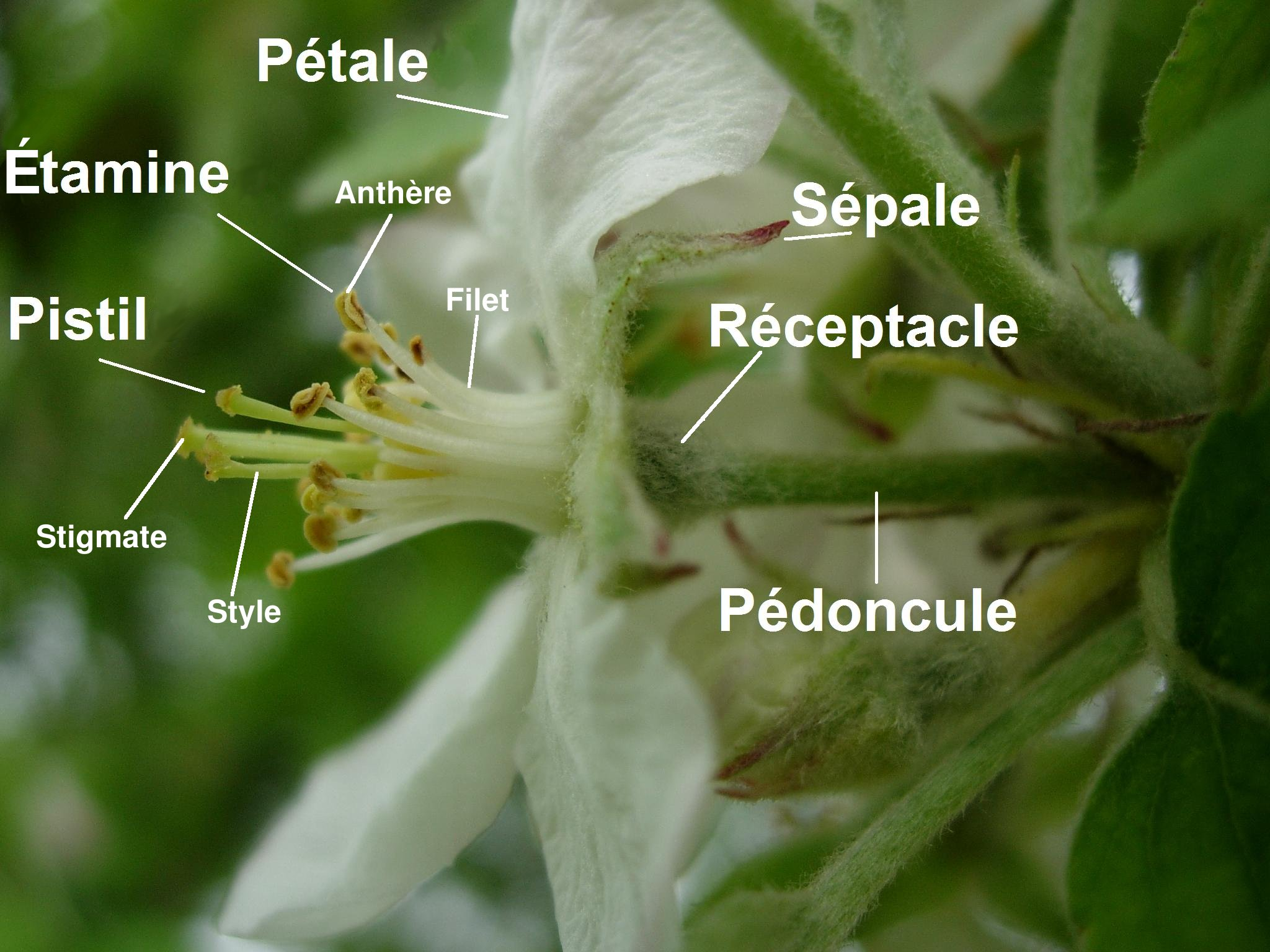
Fleur de pommier

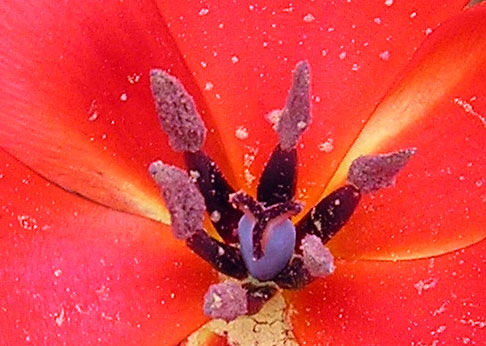
Pistil au centre, au milieu des étamines

Le pistil (du latin pistillum, « pilon »), appelé aussi gynécée (du grec gynaikeion, de gynè, « femme », et oikos, « pièce, maison ») est l’appareil reproducteur femelle des fleurs. Il est formé d’un ou plusieurs carpelles et constitue le quatrième verticille composant la fleur. Son pendant mâle est l'androcée.

## Caractéristiques
Le pistil peut être :
- dialycarpellé : les carpelles restent distincts les uns des autres et disposés en spirale ou en verticille ;
- gamocarpellé : les carpelles sont soudés, concrescents, et composent un ovaire soit uniloculaire (un seul ovaire quel que soit le nombre de carpelles) ou pluriloculaire (ovaire divisé en autant de loges qu’il y a de carpelles).

La concrescence des carpelles peut être plus ou moins complète et concerner, par exemple, les ovaires mais pas les styles qui restent libres.
La concrescence peut aller plus loin et concerner les autres verticilles floraux, selon la position du pistil sur le réceptacle floral :
- sur l’ovaire supère, le pistil s’insère sur le même plan que les autres verticilles floraux ou légèrement au-dessus ;
- sur l’ovaire infère, le pistil, ou au moins l’ovaire, tend à s'enfoncer dans le réceptacle floral qui se creuse en forme de coupe ou d'urne.

Dans ce dernier cas, apparu tardivement dans l'évolution des angiospermes, l’ovaire infère peut devenir adhérent du réceptacle et de la base des autres pièces florales. Lors de la formation du fruit, le réceptacle floral peut devenir charnu tout en étant soudé au fruit. On parle alors d'un faux-fruit (exemple : la pomme).
Selon que les carpelles sont indépendants ou soudés, on distingue :
- le gynécée apocarpe (ou dialycarpellé) : pistil formé de carpelles indépendants (exemples chez les angiospermes primitives comme les magnoliacées) ;
- le gynécée syncarpe (appelé aussi gamocarpe ou gynécée cœnocarpe ou encore gamocarpellé) : gynécée formé de carpelles partiellement ou totalement soudés.
  - eusyncarpe formé de carpelles fermés connivents, la concrescence latérale entre deux carpelles formant le septum (cloison),
  - lysicarpe (ou paracarpe) dérivant d'un gynécée eusyncarpe par disparition des septa, une colonne centrale ou columelle, plus ou moins complète, de nature carpellaire subsistant au centre de la cavité ovarienne (exemple : caryophyllales, primulacées)[3].

## Photographies

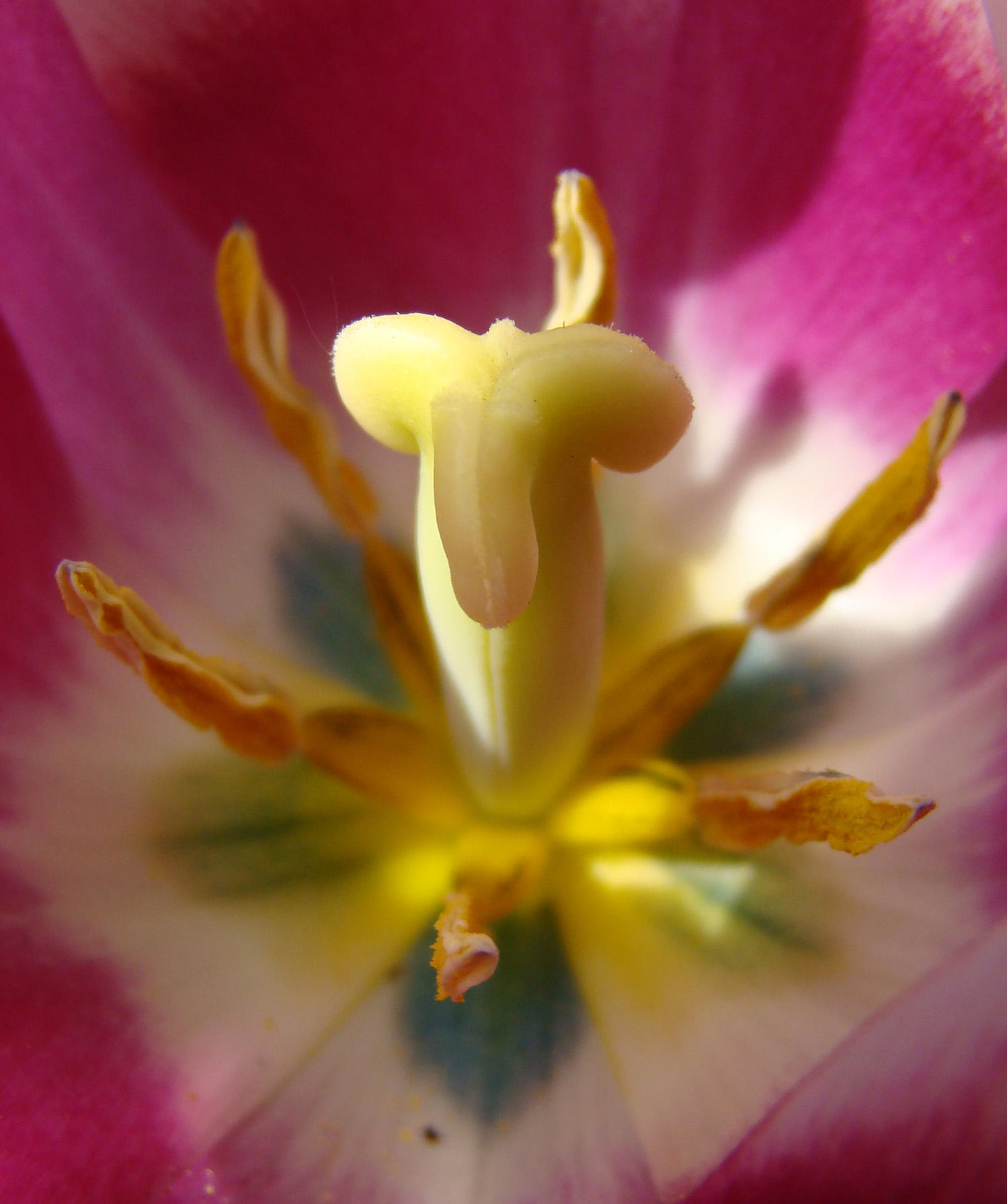
Pistil et étamines au centre des pétales d'une tulipe
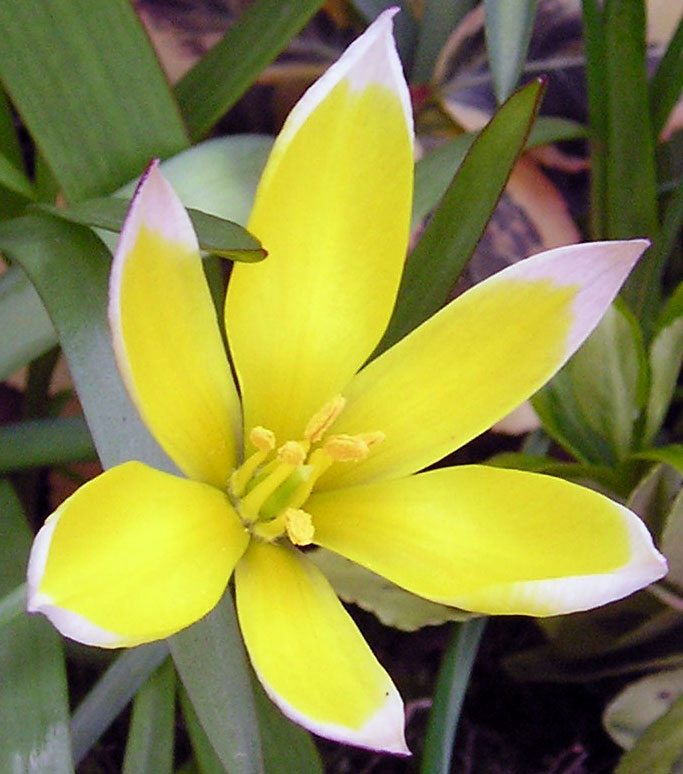
Pistil
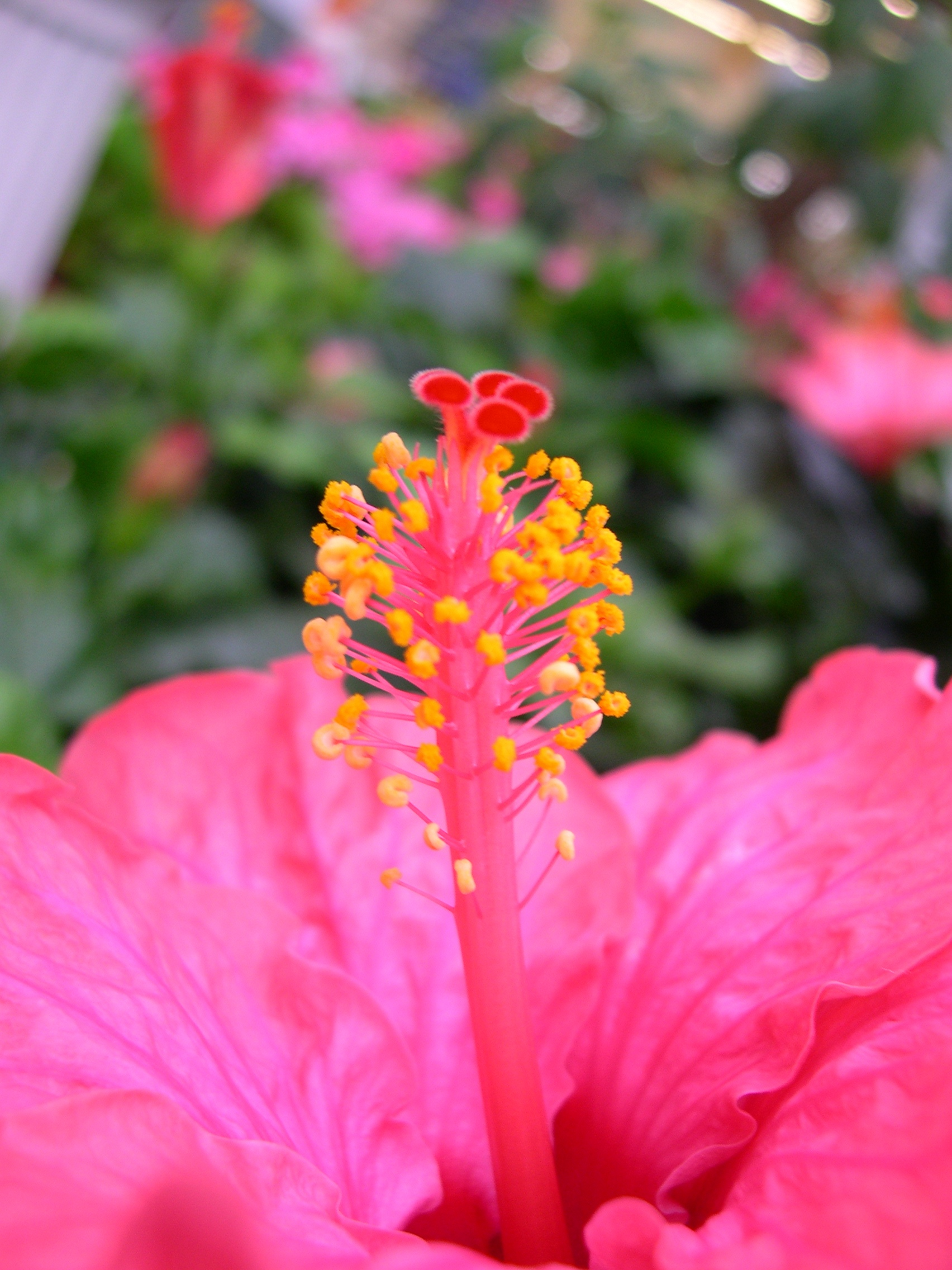
pistil